# Tachyoryctes rex
Tachyoryctes rex là một loài động vật có vú trong họ Spalacidae, bộ Gặm nhấm. Loài này được Heller mô tả năm 1910.

## Hình ảnh

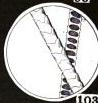